# GRASP (программа)
ГРАСП (GRASP — GRAphical System for Presentation) — первая мультимедийная программа для семейства IBM PC и её формат данных был самым распространённым форматом анимации в своё время.
Первоначально Дуг Вулфграм разрабатывал FlashGun, который впервые был представлен публике как GRASP — GRAphical System for Presentation. Оригинальное программное обеспечение разрабатывали Дуг Вулфграм и Роб Невилл. Впоследствии программа была переименована в ГРАфическую Систему для Профессионалов(GRASP — GRaphic Animation System for Professionals). Многие считают это событие рождением мультимедийной индустрии.

## ГРАСП 1.0
В 1984 году Дуг Вулфграм задумал идею языка сценариев, позволяющего управлять выводом графических изображений и строить из них анимацию.
Вулфграм видел растущий спрос на мультимедийные технологии и пригласил Джона Бриджеса, совместно с которым ранее в 1982 году разрабатывался PCPaint для систем с мышью. Совместно они работали над первыми версиями ГРАСП компании Вулфграм Microtex Industries и версия 1.10c была выпущена в сентябре 1986.
Разработав вместе с Джоном PCPaint для редактирования изображений и шрифтов, Дуг создал затем FlashGun с использованием графической библиотеки, включающей все функции для каждой команды сценария. Первоначально использовался язык ассемблера в операциях «Fade» из FlashGun. Использование CGA-изображений создавало сложности и требовало переделки процедур библиотеки. Все процедуры хранились в архиве ZIB и были переименованы в GLIB архивации GL файлов (GRASP GL library format).

## ГРАСП 2.0
В 1987 GRASP 2.0 перестал распространяться как Shareware и стал коммерческим продуктом, издаваемым в США Пол Мейс Software. Джон Бриджес взял на себя ответственность за развитие основных функций построения Вулфграма, внешних утилит и новых команд.

## ГРАСП 3.0 и 3.5
В 1988 вышел GRASP 3.0, а в октябре — и GRASP 3.5 в комплекте с Pictor Paint, улучшением PCPaint. Теперь ГРАСП 3.5 «поддерживает широкий спектр видео форматов, в том числе CGA, EGA, Hercules, VGA и все популярные расширения VGA режимах до 800х600 и 1024х768 пикселей. Программное обеспечение выводит и позволяет редактировать изображения в нескольких стандартных форматах, включая PC Paintbrush (PCX) и GIF.»
Отмеченный наградами аниматор Том Гатери утверждает, что с помощью ГРАСП в 1990 его ранних анимационных компьютерных программах «позволял строить динамичные сцены с детальной анимацией до такой степени, что считалось невозможным на тот момент многими программистами».

## ГРАСП 4.0
В феврале 1991 был выпущен GRASP 4.0 с возможностью создания «само-исполняющихся» демо-файлов(EXE) и поддержкой AutoDesk FLI/FLC и цифрового звука PC-спикера в надежной среде программирования. Кроме того, были включены ARTOOLS и коллекция инструментов манипуляции изображениями с возможностями морфинга и управлением ключевыми моментами анимации. В том же году HRFE (High Res Flic Enhancement) был предложен в качестве дополнения для ГРАСП «позволяя ГРАСП определять, импортировать, обрабатывать и собирать анимацию, созданную в среде Autodesk Animator’s Pro».
В опубликованной статье критики GRASP 4.0, авторы Стюарт Уайт и Джон Ленарчич заметили, что «язык ГРАСП предлагает творческую свободу в разработке интерактивных мультимедийных презентаций, особенно для опытных программистов художественных наклоностей».
Урезанная версия GRASP 4.0 включала также копии Филиппа Шаддок в «Творения Мультимедия: практический семинар для изучения анимации и звука».

### Мультимедия ГРАСП 1.0
В июне 1993 года был реализован Multi-Media GRASP 1.0 с поддержкой TrueColor.
Авторства и право собственности
В начале 1990 Дуг Вулфграм продал свои оставшиеся права на GRASP (и PCPaint) Джону Бриджес.
В 1994 году развитие ГРАСП остановилось, когда Джон Бриджес прервал контракт с Полом Мейсом. В 1995 году Джон создал GLPro для IMS Communications Ltd — новейшие воплощения идей Джона по GRASP с обновлением для  Windows. В 2002 году Джон Бриджес создал AfterGRASP — преемника GRASP и GLPro.

## Алгоритмы
```
// gltar.cpp : Defines the entry point for the console application.

//

#include
 
"stdafx.h"

struct
 
TAR
	
{
				
// byte offset

	
char
	
name
[
100
];
		
//   0

	
char
	
mode
[
8
];
		
// 100

	
char
	
uid
[
8
];
			
// 108

	
char
	
gid
[
8
];
			
// 116

	
char
	
size
[
12
];
		
// 124

	
char
	
mtime
[
12
];
		
// 136

	
char
	
chksum
[
8
];
		
// 148

	
char
	
typeflag
;
		
// 156

	
char
	
linkname
[
100
];
	
// 157

	
char
	
magic
[
6
];
		
// 257

	
char
	
version
[
2
];
		
// 263

	
char
	
uname
[
32
];
		
// 265

	
char
	
gname
[
32
];
		
// 297

	
char
	
devmajor
[
8
];
	
// 329

	
char
	
devminor
[
8
];
	
// 337

	
char
	
prefix
[
155
];
	
// 345

							
// 500

};

typedef
 
char
			
CHAR
;

typedef
 
unsigned
 
char
	
BYTE
;

typedef
 
unsigned
 
short
	
WORD
;

typedef
 
unsigned
 
long
	
DWORD
;

#pragma pack(push, 1)

typedef
 
struct
 
_GLHeader
 
{

	
WORD
	
DirectorySize
;

	
struct
 
_FileEntry
 
{

		
DWORD
	
FileOffset
;

		
CHAR
	
FileName
[
13
];

	
}
 
FileDirectory
[
1
];

}
 
GLHEADER
;

#pragma pack(pop)

#define WINDOWS_TICK		__int64(10000000)

#define SEC_TO_UNIX_EPOCH __int64(11644473600)

DWORD
	
WindowsTickToUnixSeconds
(
unsigned
 
__int64
 
windowsTicks
)
 
{

	
return
 
(
DWORD
)((
unsigned
 
__int64
)(
windowsTicks
 
/
 
WINDOWS_TICK
 
-
 
SEC_TO_UNIX_EPOCH
));

}

DWORD
	
gl2tar
(
GLHEADER
 
*
gl
,
 
TAR
 
*
tar
,
 
unsigned
 
long
 
time
)
 
{

	
char
	
i
 
=
 
0
;

	
DWORD
	
chksum
,
 
j
,
 
size
 
=
 
0
;

	
while
(
gl
->
FileDirectory
[
i
].
FileName
[
0
])
 
{

		
memset
(
tar
,
 
0
,
 
sizeof
(
TAR
));

		
BYTE
	
*
FilePtr
 
=
 
(
BYTE
*
)((
BYTE
*
)
gl
 
+
 
gl
->
FileDirectory
[
i
].
FileOffset
);

		
DWORD
	
FileSize
 
=
 
*
(
DWORD
*
)
FilePtr
;

		
strncpy
(
tar
->
name
,
 
gl
->
FileDirectory
[
i
].
FileName
,
 
13
);

		
strcpy
(
tar
->
mode
,
 
"000644 "
);

		
sprintf
(
tar
->
size
,
 
"%011o"
,
 
FileSize
);

		
sprintf
(
tar
->
mtime
,
 
"%011o"
,
 
time
);

		
sprintf
(
tar
->
chksum
,
 
"        "
);

		
tar
->
typeflag
 
=
 
'0'
;

		
strcpy
(
tar
->
magic
,
 
"ustar  "
);

		
for
(
chksum
 
=
 
0
,
 
j
 
=
 
0
;
 
j
 
<
 
512
;
 
++
 
j
)

			
chksum
 
+=
 
DWORD
(
*
((
BYTE
*
)
tar
 
+
 
j
));

		
sprintf
(
tar
->
chksum
,
 
"%07o"
,
 
chksum
);

		
memcpy
((
void
*
)((
BYTE
*
)
tar
 
+
 
512
),
 
(
void
*
)(
BYTE
*
)(
FilePtr
 
+
 
4
),
 
FileSize
);

		
tar
 
=
 
(
TAR
*
)((
BYTE
*
)
tar
 
+
 
(
j
 
=
 
((
FileSize
 
+
 
512
)
 
/
 
512
 
+
 
1
)
 
*
 
512
));

		
++
 
i
;
 
size
 
+=
 
j
;

	
}

	
return
 
size
 
+
 
512
;

}

int
 
main
(
int
 
argc
,
 
char
*
 
argv
[])

{

	
printf
(
"gltar v0.00.001 -- GRASP library to TAR directory converter
\r\n
"
);

	
if
(
argc
 
<
 
2
)
 
{

		
printf
(
"Developed by Alikberov 2013.03.11
\r\n
"
);

		
printf
(
"Usage: grtar any_file.gl
\r\n
"
);

		
return
 
0
;

	
}

	
HANDLE
	
hFile
 
=
 
CreateFile
(
argv
[
1
],
 
GENERIC_READ
,
 
NULL
,
 
NULL
,
 
OPEN_EXISTING
,
 
NULL
,
 
NULL
);

	
DWORD
	
bw
;

	
FILETIME
	
pLWT
;

	
if
(
hFile
 
!=
 
INVALID_HANDLE_VALUE
)
 
{

		
HANDLE
	
hMap
 
=
 
CreateFileMapping
(
hFile
,
 
NULL
,
 
PAGE_READONLY
,
 
0
,
 
0
,
 
NULL
);

		
if
(
hMap
)
 
{

			
GLHEADER
	
*
gl
 
=
 
(
GLHEADER
*
)
MapViewOfFile
(
hMap
,
 
FILE_MAP_READ
,
 
0
,
 
0
,
 
NULL
);

			
if
(
gl
)
 
{

				
TAR
 
*
tar
 
=
 
(
TAR
*
)
VirtualAlloc
(
NULL
,
 
16777216
,
 
MEM_COMMIT
,
 
PAGE_READWRITE
);

				
if
(
tar
)
 
{

					
VirtualLock
(
tar
,
 
16777216
);

					
GetFileTime
(
hFile
,
 
NULL
,
 
NULL
,
 
&
pLWT
);

					
bw
 
=
 
gl2tar
(
gl
,
 
tar
,
 
WindowsTickToUnixSeconds
(
*
(
unsigned
 
__int64
*
)
&
pLWT
));

					
CHAR
	
szTar
[
4096
];

					
strncpy
(
szTar
,
 
argv
[
1
],
 
sizeof
(
szTar
));

					
strcpy
(
szTar
 
+
 
strlen
(
szTar
)
 
-
 
2
,
 
"tar"
);

					
HANDLE
	
hTarFile
 
=
 
CreateFile
(
szTar
,
 
GENERIC_WRITE
,
 
NULL
,
 
NULL
,
 
CREATE_ALWAYS
,
 
NULL
,
 
NULL
);

					
if
(
hFile
 
!=
 
INVALID_HANDLE_VALUE
)
 
{

						
WriteFile
(
hTarFile
,
 
tar
,
 
bw
,
 
&
bw
,
 
NULL
);

						
CloseHandle
(
hTarFile
);

						
argc
 
=
 
0
;

					
}
 
else
 
{

						
printf
(
"Error: CreateFile(
\"
%s
\"
...
\r\n
"
,
 
argv
[
1
]);

						
argc
 
=
 
5
;

					
}

					
VirtualUnlock
((
void
*
)
tar
,
 
16777216
);

					
VirtualFree
((
void
*
)
tar
,
 
0
,
 
MEM_RELEASE
);

				
}
 
else
 
{

					
printf
(
"Error: VirtualAlloc
\r\n
"
);

					
argc
 
=
 
4
;

				
}

			
}
 
else
 
{

				
printf
(
"Error: MapViewOfFile
\r\n
"
);

				
argc
 
=
 
3
;

			
}

			
UnmapViewOfFile
(
gl
);

			
CloseHandle
(
hMap
);

		
}
 
else
 
{

			
printf
(
"Error: CreateFileMapping
\r\n
"
);

			
argc
 
=
 
2
;

		
}

		
CloseHandle
(
hFile
);

	
}
 
else
 
{

		
printf
(
"Error: Bad path %s
\r\n
"
,
 
argv
[
1
]);

		
argc
 
=
 
1
;

	
}

	
return
 
argc
;

}

```

## Демонстрация
К сожалению, найти большой архив GRASP-анимации достаточно сложно. Хотя, вот некоторые ссылки:
- http://www.jumpjet.info/Offbeat-Internet/More/ASCII/ascii.htm
- http://www.juggling.org/animations/old.html